# مات أودونيل (صحفي)
مات أودونيل (بالإنجليزية: Matt O'Donnell)‏ هو صحفي أمريكي، ولد في 31 مايو 1972.